# 大鳥神社 (甲賀市)
大鳥神社（おおとりじんじゃ）は、滋賀県甲賀市甲賀町鳥居野にある神社。旧社格は郷社。「てんのうさん」とも呼ばれている。

## 歴史
平安時代の元慶6年（882年）、伊賀国阿拝郡河合郷篠山嶽より大原中に勧請されるが、その後現在地に遷座する。その際、神宮寺として天台宗の大原山河合寺も創建される。両者は神仏習合の下で一体化し、河合寺には竜泉院・善寿院・願成院・祐善院・覚寿院など子院が36院もあり、栄えた。鎌倉時代から室町時代にかけては近江守護六角氏の崇敬が厚く、社名も河合社・河合祇園社・大原祇園社・牛頭大明神・牛頭天王社などと呼ばれるようになった。
文禄4年（1595年）には豊臣秀吉によって花奪神事にお墨付きを受ける。江戸時代の元禄2年（1689年）には将軍徳川綱吉の生母桂昌院より永世山年貢5石8斗を修繕料として寄進された。1868年（明治元年）の神仏分離によって河合寺と分離され、河合寺は弥勒如来坐像などを櫟野寺に移して廃寺となった。そして令達により旧大原荘の大の字と鳥居野の鳥の字を合わせて当社の名称は「大鳥神社」と改められた。そのため、いわゆる大鳥信仰の神社とは関係がない。
1876年（明治9年）10月に村社、1885年（明治18年）2月に郷社に昇格。1908年（明治41年）4月に神饌幣帛料供進社に指定された。さらに、旧大原村九地区に祀られていた神々は1912年（大正元年）に境内社に合祀される。1916年（大正5年）4月、本殿のみを残して拝殿の一部、楼門、回廊、神楽殿、社務所、旧河合寺堂舎等を焼失するが、1920年（大正9年）に復興する。

## 祭神
- 主祭神 - 素盞鳴命
- 相殿神 - 大己貴命、奇稲田姫命

## 境内
- 本殿（甲賀市指定有形文化財）
- 祝詞殿（中門、国登録有形文化財） - 1919年（大正8年）再建。
- 拝殿（国登録有形文化財） - 1919年（大正8年）再建。
- 八幡神社
- 日吉神社
- 西宮神社
- 神楽殿（国登録有形文化財） - 1919年（大正8年）再建。
- 神饌所（国登録有形文化財） - 1919年（大正8年）再建。
- 御輿蔵（国登録有形文化財） - 1919年（大正8年）再建。
- 楼門（国登録有形文化財） - 1919年（大正8年）再建。設計は京都府技師の亀岡末吉。再建された楼門は京都市の八坂神社西楼門に似るため、大鳥神社は大原祇園社とも呼ばれる[1]。三間一戸楼門。切妻造、檜皮葺。下層の腰組を三手先（みてさき）、上層の組物を出三斗とし、中備（なかぞなえ）は蟇股（かえるまた）に間斗束（けんとづか）、妻を二重虹梁蟇股とする。柱は隅延びで垂木と桁の反増しなどに中世の建築技法を踏襲している[2][3]。
- 社務所（国登録有形文化財） - 1919年（大正8年）再建。
- 参集殿
- 石造反橋（太鼓橋、甲賀市指定有形文化財） - 延享元年（1744年）造。

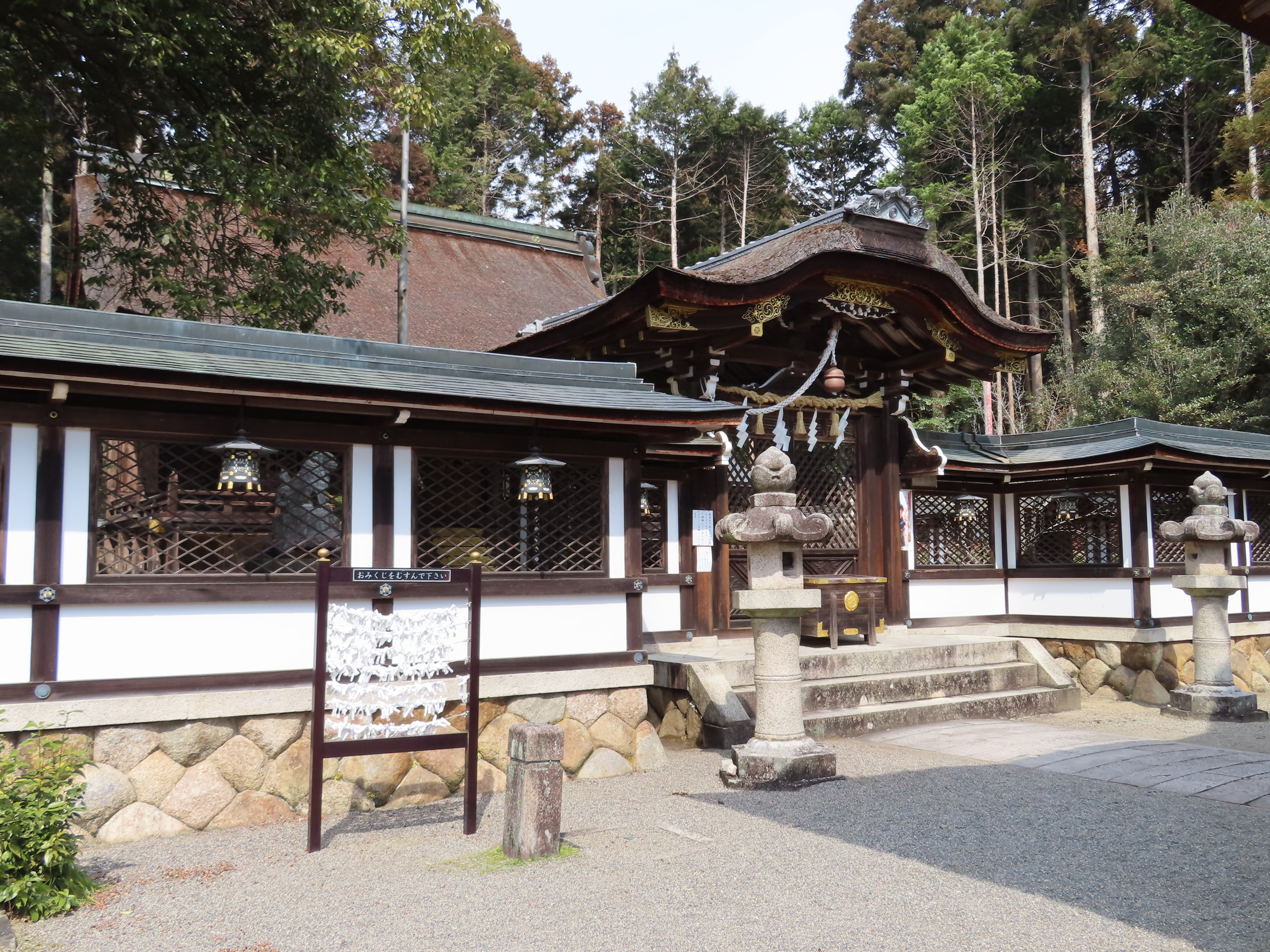
祝詞殿（中殿）。奥に本殿がある。
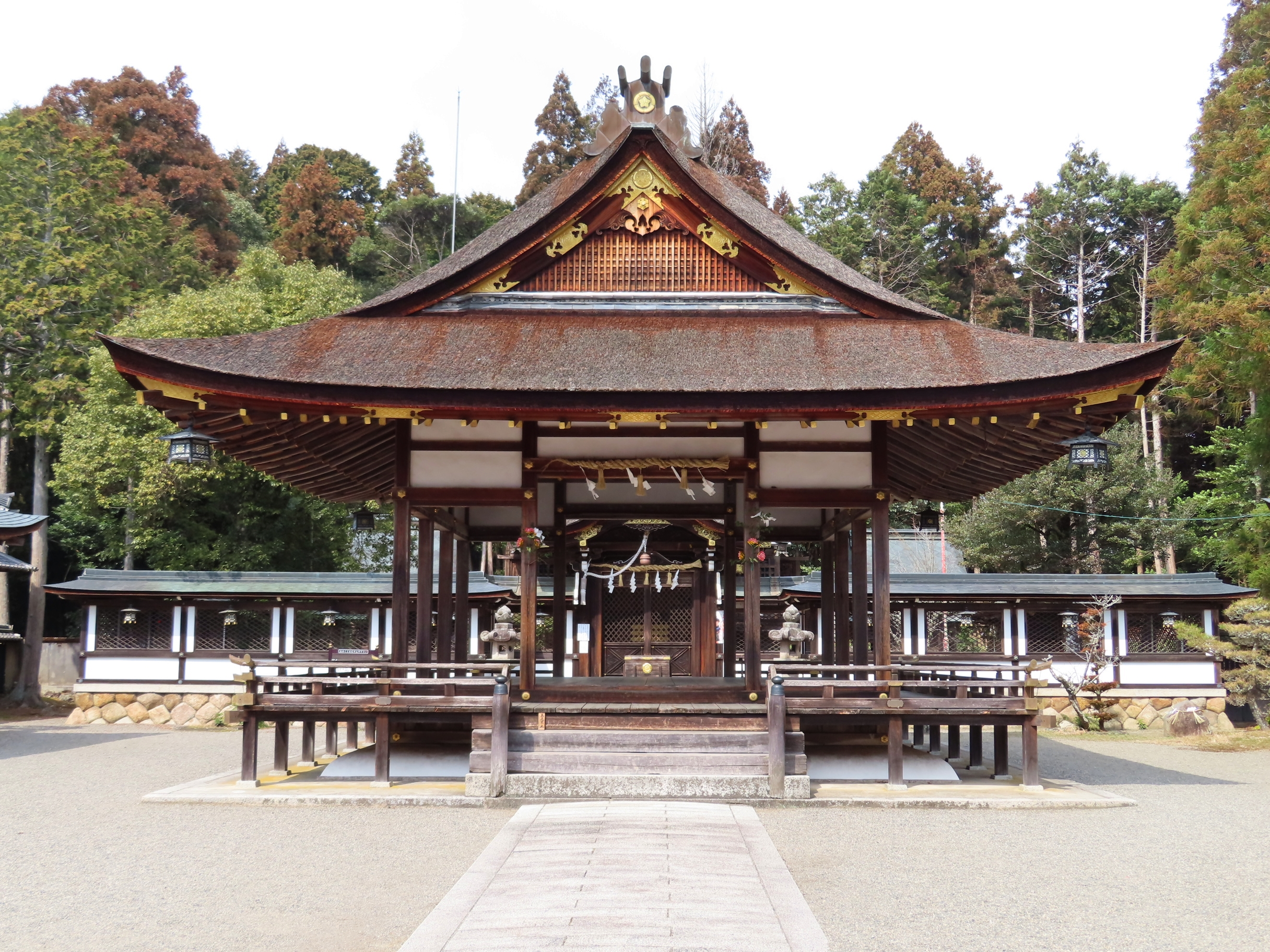
拝殿
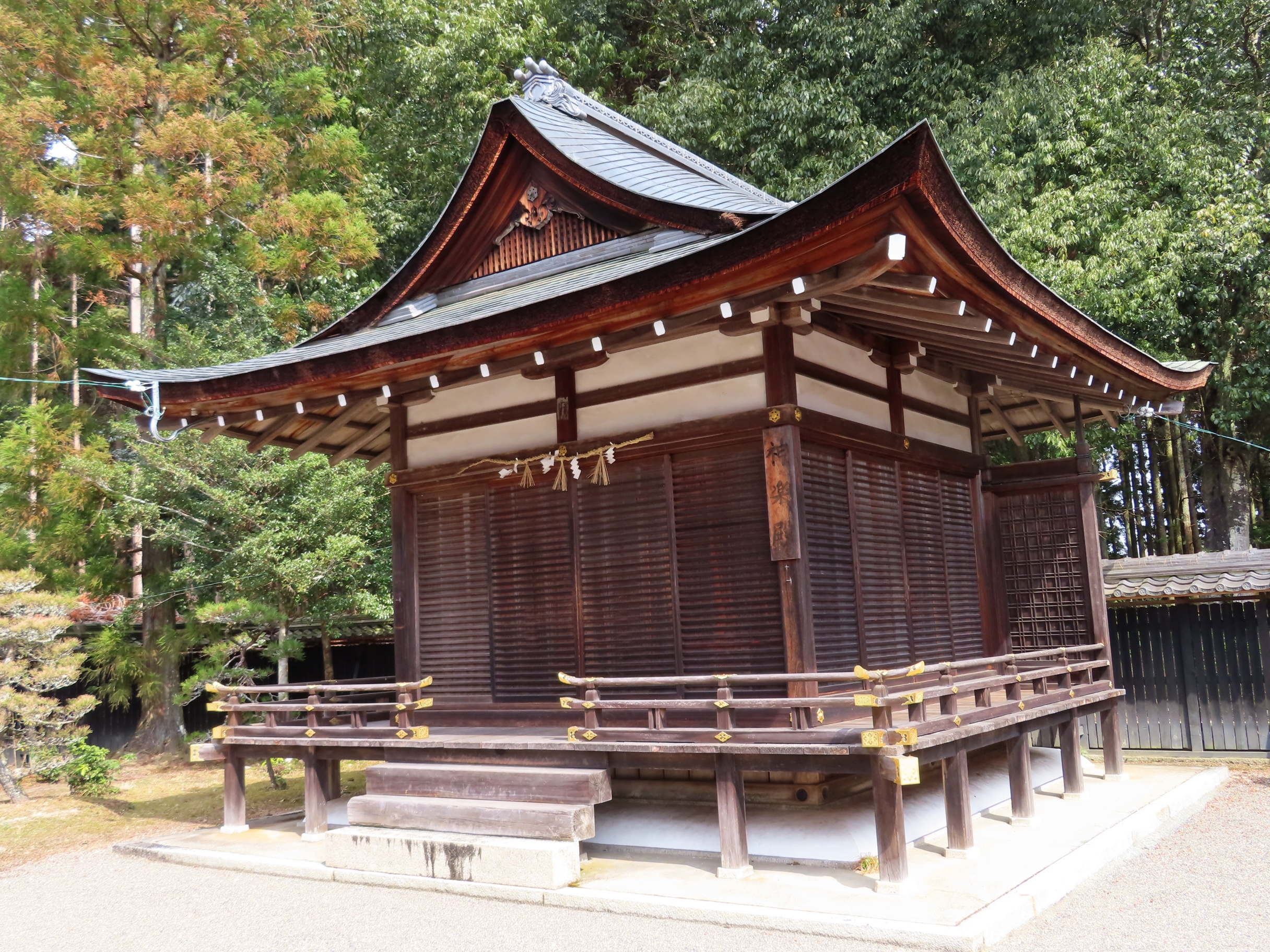
神楽殿
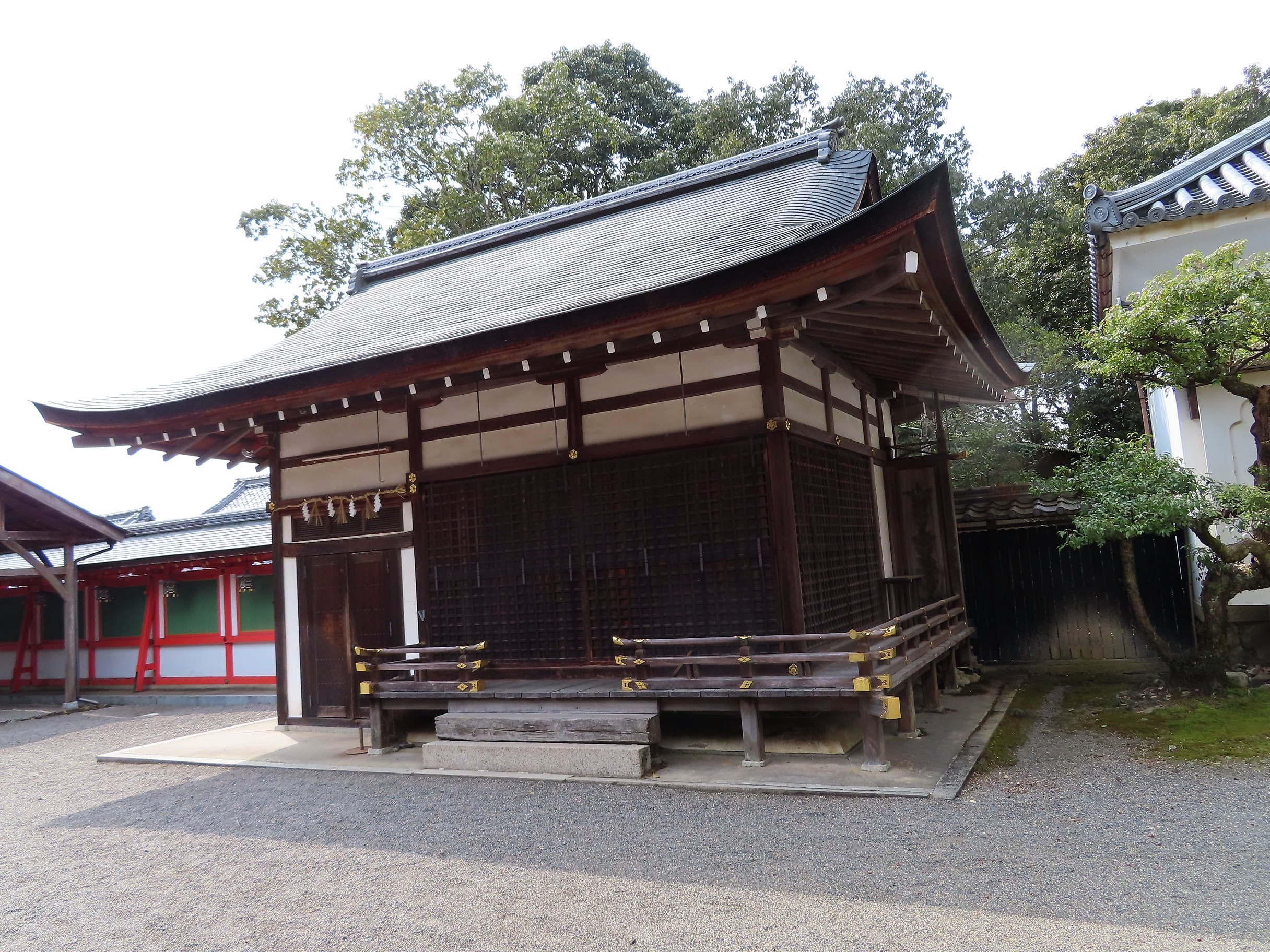
神饌所
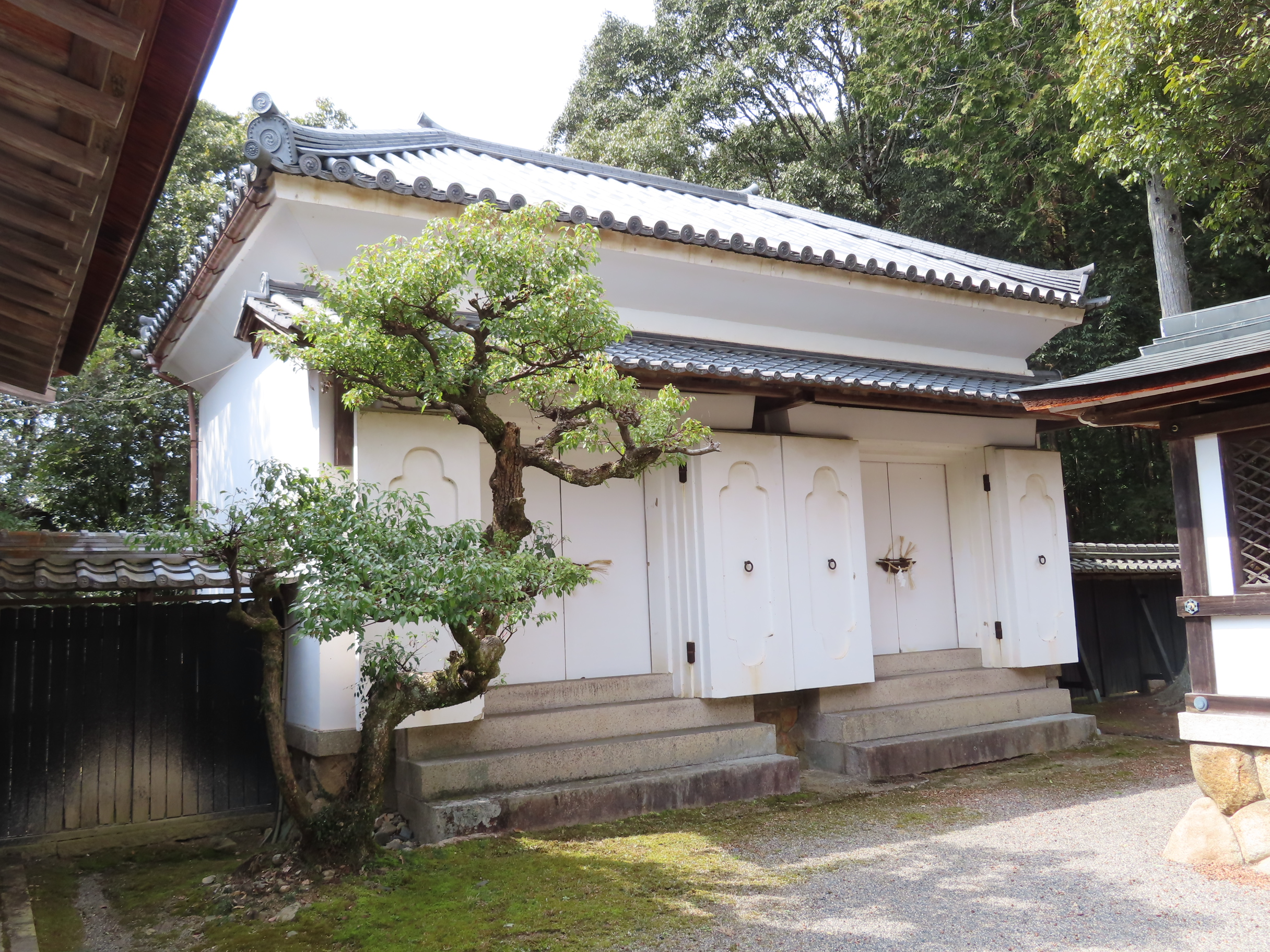
神輿蔵
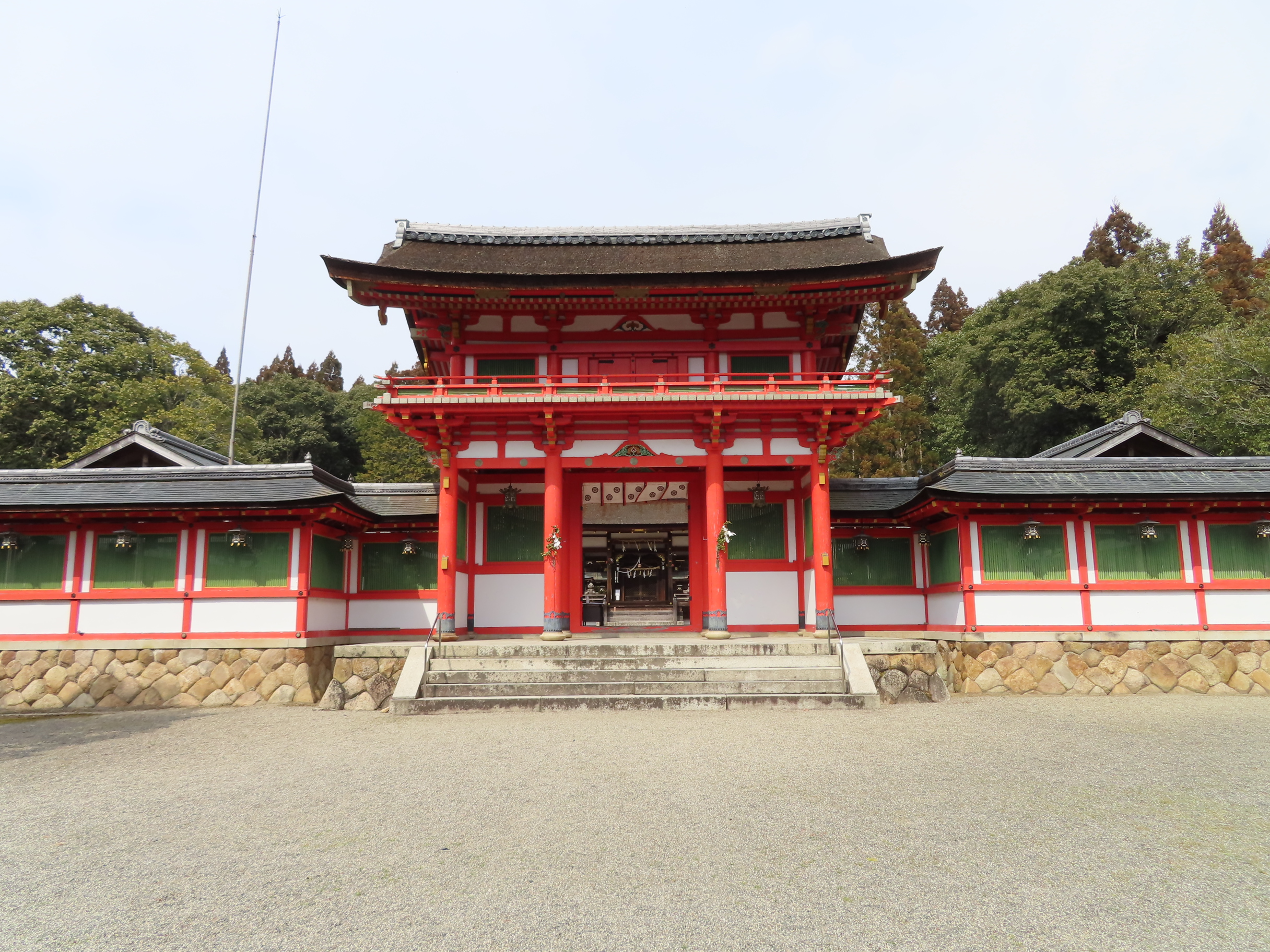
楼門
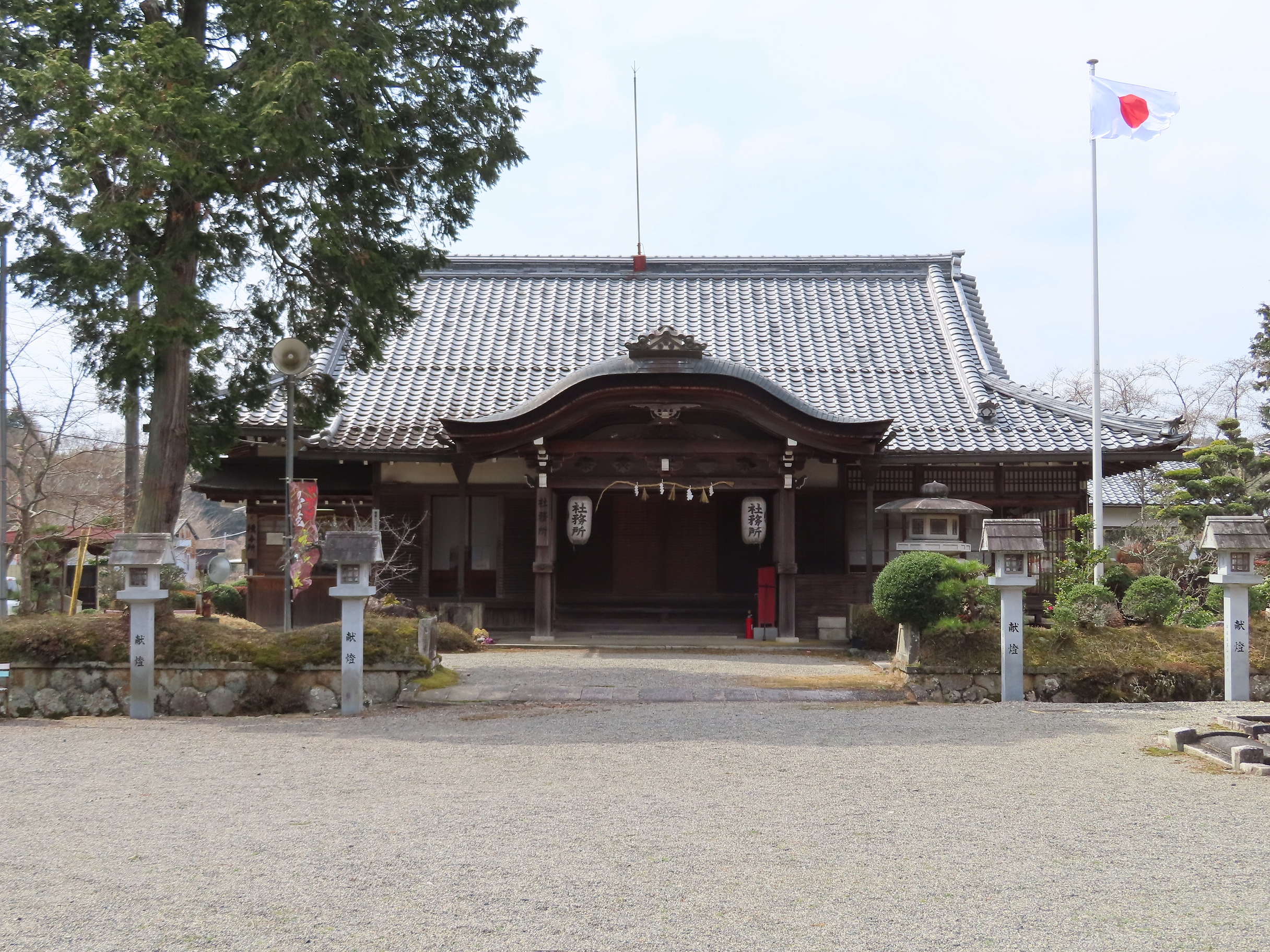
社務所
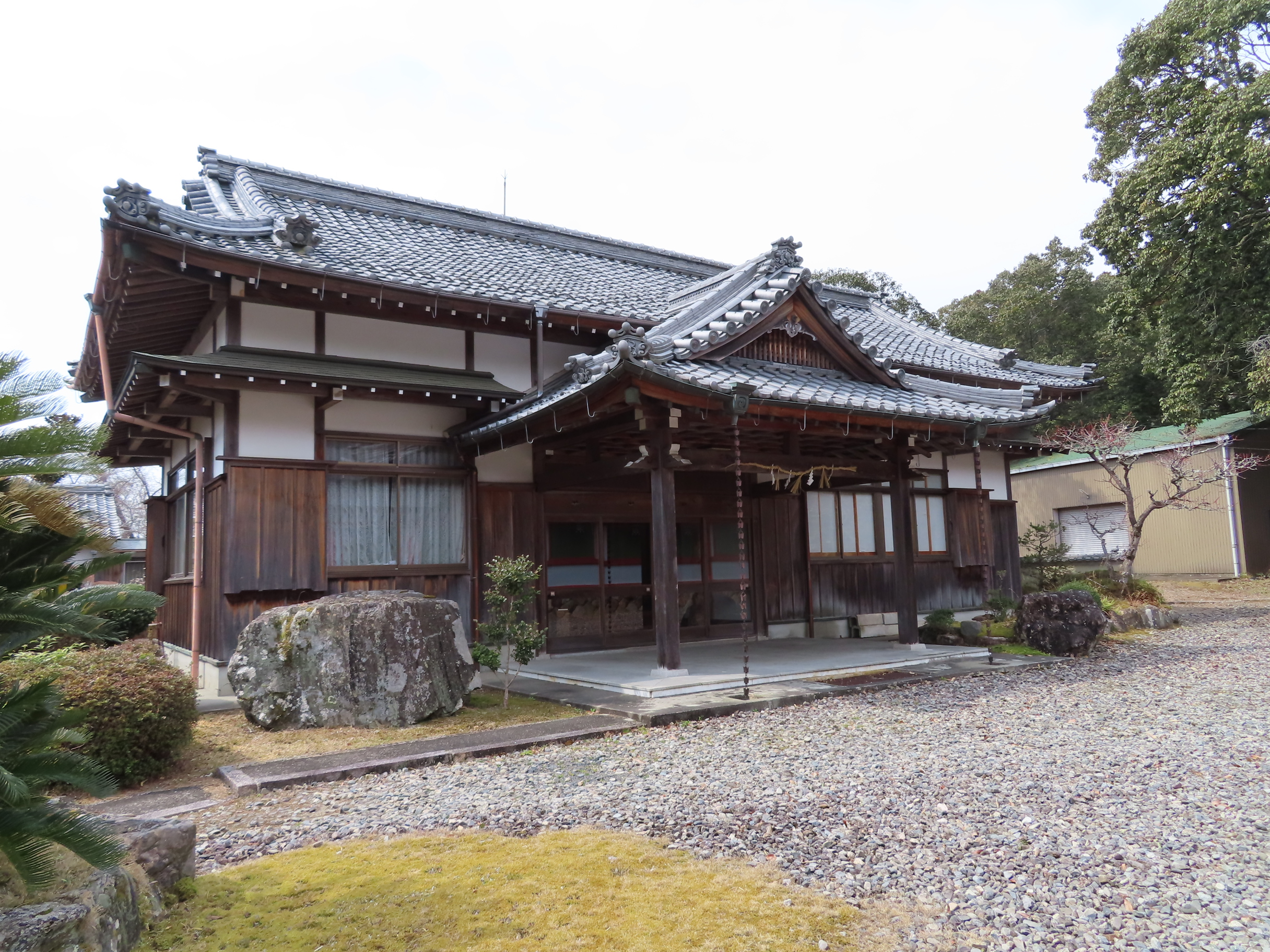
参集殿

## 文化財

### 重要文化財
- 木造神像（社伝素盞鳴命坐像） - 平安時代作。

### 国登録有形文化財
以下の社殿は1915年（大正4年）火災で焼失した後、1919年（大正8年）に再建されたもの。2002年（平成14年）6月25日、登録有形文化財（建造物）に登録された。
- 楼門
- 拝殿
- 神楽殿
- 神饌所
- 神輿蔵
- 祝詞殿（中門）
- 社務所

### 滋賀県指定無形民俗文化財
- 大原の祇園行事

### 甲賀市指定有形文化財
- 本殿
- 石造反橋
- 種子三千仏 - 応永33年（1426年）
- 鉄製湯釜 - 慶長7年（1602年）

### 甲賀市指定名勝
- 大鳥神社境内

## 祭事
- 大原祇園 7月23日（宵宮）・24日（本祭） - 宵宮には燈籠行事、本祭には甲賀市で最大規模の祇園花行事が行われる。社伝では応永22年（1415年）から始まったと伝わる[4]。

## 現地情報
- 所在地
  - 滋賀県甲賀市甲賀町鳥居野783
- 交通アクセス
  - 最寄駅：JR草津線甲賀駅下車後、徒歩約20分